# Sarcophaga martellatoides
Sarcophaga martellatoides är en tvåvingeart som beskrevs av Baranov 1931. Sarcophaga martellatoides ingår i släktet Sarcophaga och familjen köttflugor.
Artens utbredningsområde är Sri Lanka. Inga underarter finns listade i Catalogue of Life.